# Avskogning
Avskogning innebär att ett tidigare skogtäckt område permanent omvandlas till antingen åkermark, betesmark eller annan öppen mark i sån omfattning att ny skog inte hinner växa upp i samma takt. Det kan ske genom mänsklig inverkan eller av naturliga orsaker, till exempel skogsbrand. Jämför slutavverkning som genomförs för att återbruka skogsmark.

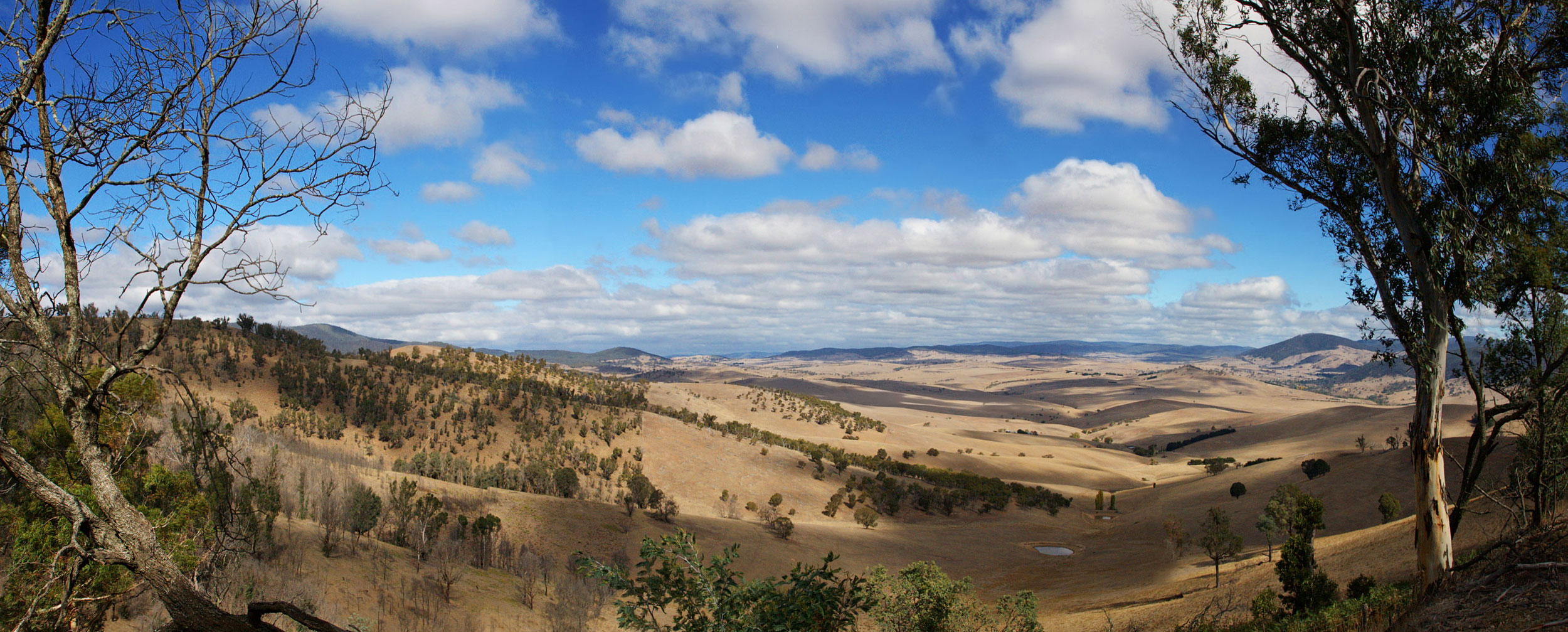
Avskogning för jordbruk i Australien.

Människans inverkan kan antingen vara direkt, som vid röjning för åkermark eller bostadsmark, eller indirekt, som när betande boskapshjordar genom att förtära unga plantor förhindrar skogens återväxt. Eliminering av skog utan att säkerställa återbeskogning kallas ofta för skogsskövling. Avskogning av tropiska skogar sker som regel för att utvinna träet.
Avskogning kan leda till förlust av kol i jorden, eftersom döda växter inte förmultnar naturligt och därmed inte återför kolet i växten till jorden.

## Orsaker

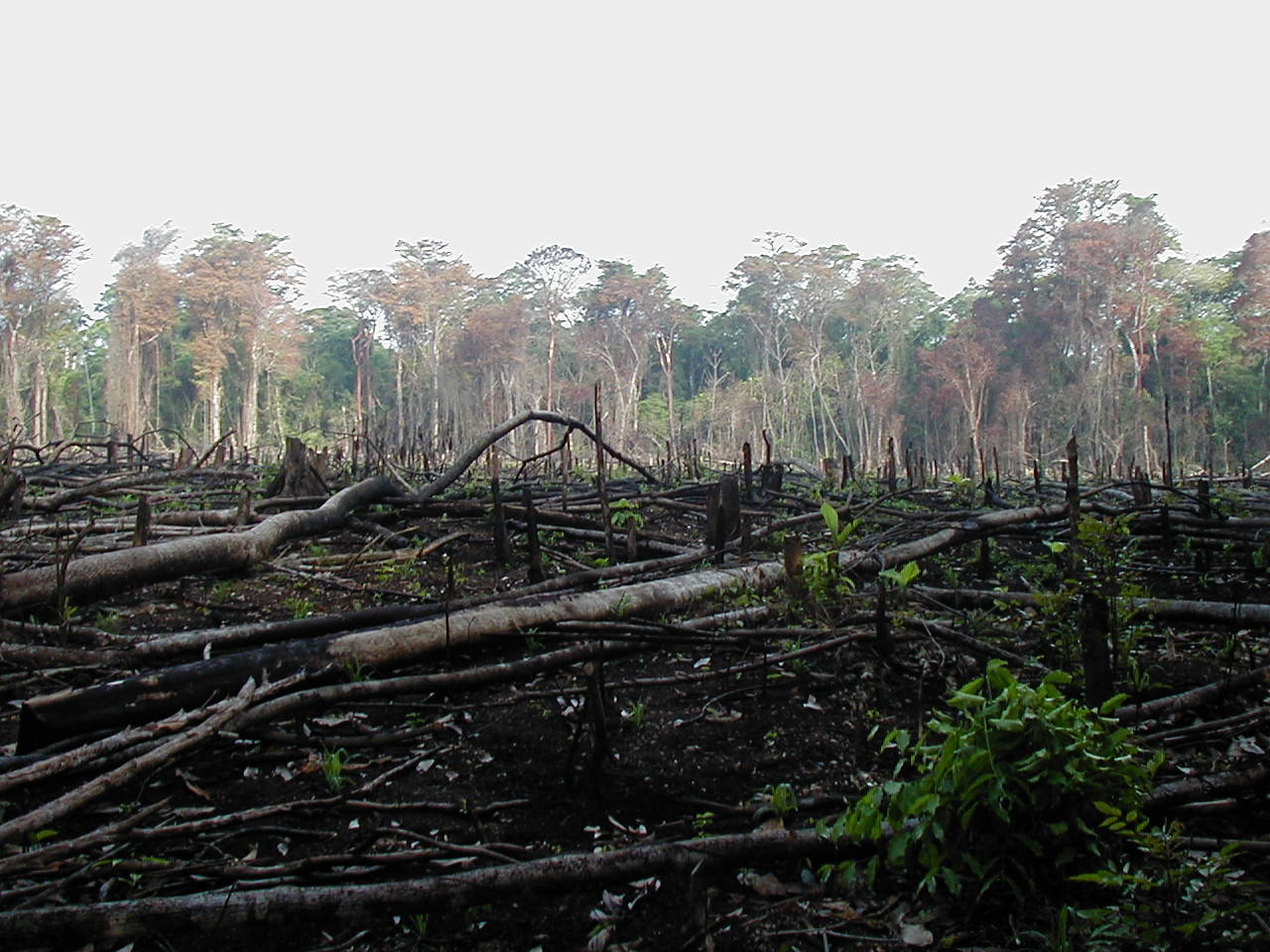
Lacandóndjungeln, vegetation som bränts ner för att göra plats för jordbruksmark.

Avskogning kan främst kopplas till mänsklig aktivitet och påverkar människor över hela världen. Traditionellt sett röjdes skog för att ge plats åt jordbruksmark eller betesmark, men den industriella revolutionen ökade markant takten på avskogningen.
Jordbruk är den främsta motorn till avskogning i alla regioner förutom i Europa, och omvandlingen av skog till jordbruksmark orsakar enligt FAO åtminstone 50 procent av den globala avskogningen, främst för produktion av palmolja och sojabönor.
Urban- och infrastrukturutveckling är den främsta orsaken till avskogning i Europa.
Andra orsaker är behov av mark för lantbruk och trä till bränsle. Några underliggande orsaker kan vara fattigdom och reformbrist.
Greenpeace menar att många storföretag direkt eller indirekt stödjer skogsskövling i bland annat Amazonas och Ryssland. Detta med motiven att få sojabönor som används till foder för bland annat kyckling (Kentucky Fried Chicken) och nötkreatur (McDonald's), eller trä till massafabriker i Finland.

## Konsekvenser

### Påverkan på miljön

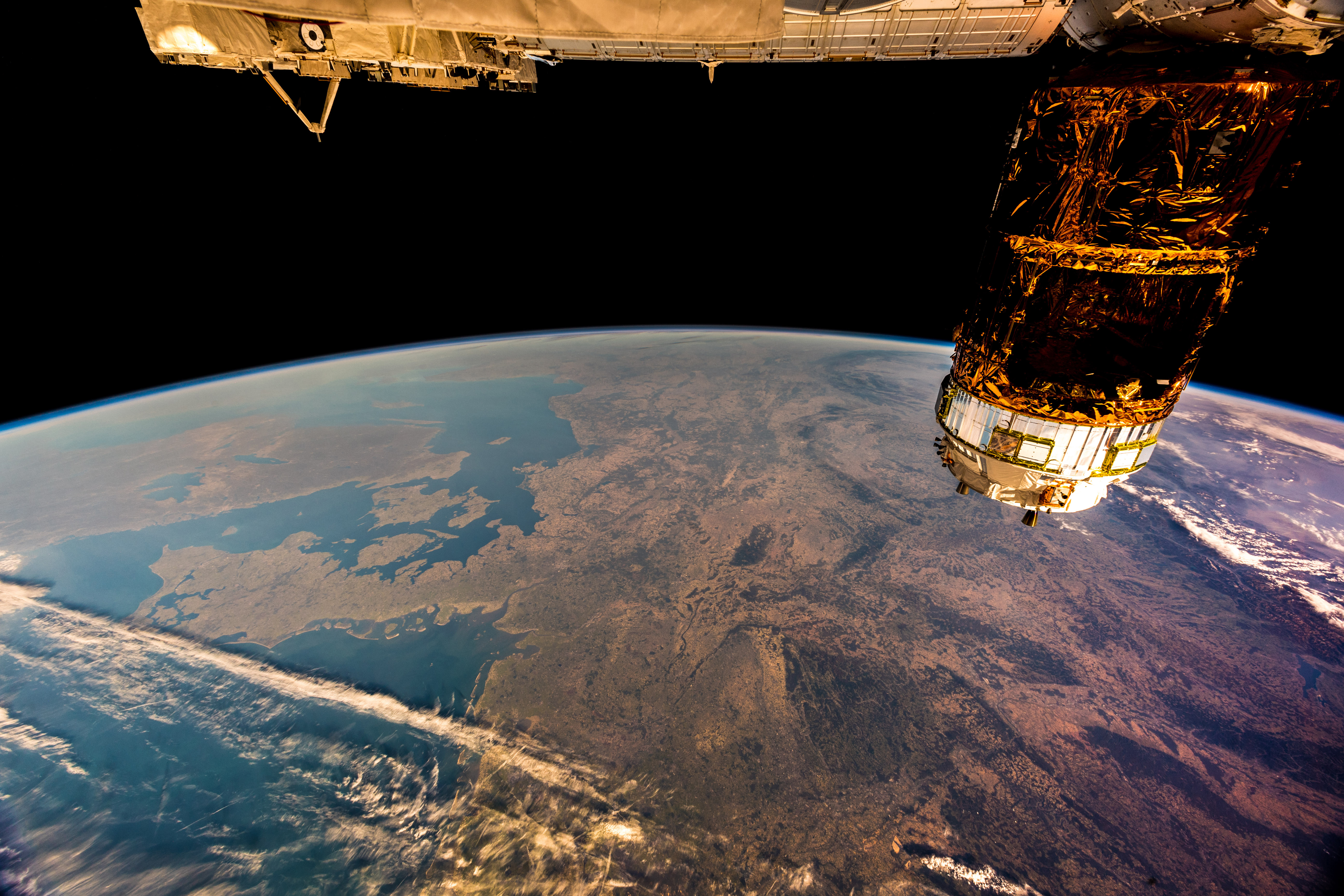
Avskogat område i Europa.

Träden, och vegetation i allmänhet, påverkar vattnets kretslopp på flera sätt:
- skogens tak fångar upp nederbörd, varav en del förångas och går direkt tillbaka till atmosfären
- trädens stammar och biologiskt nedfall från träden skapar en kontrollerad ytavrinning
- rötterna skapar en porös mark med vattenkanaler som bidrar till att marken kan suga upp nederbörden, så kallad infiltration
- skogar förhindrar erosion då rotsystemen håller jorden på plats och binder vattnet

Avskogning är ett stort miljöproblem då det kan leda till översvämningar eller erosion då avsaknaden av rötter gör att vattnet inte kan bindas i marken.
Ett skräckexempel på avskogning är Påskön där man högg ner skogen för att resa stenstatyer och bygga hus. När skogen så småningom var borta kunde man inte längre bygga båtar för fiske och fåglarna som tidigare hade bosatt sig på ön kom inte längre dit. Detta ledde i sin tur till att befolkningen på Påskön drabbades av matbrist och populationen minskade drastiskt.

### Påverkan på klimatet
Världens skogar innehåller nästan hälften av världens markbundna kol i levande vegetation, mark och jordlager. När skog huggs ned, framförallt regnskog, blir det färre träd och växter kvar för fotosyntes.  Avskogning medför att mängden koldioxid i atmosfären ökar, vilket bidrar till att öka växthuseffekten på samma sätt som förbränning av olja, kol och andra fossila bränslen gör. Utsläppen av koldioxid från avskogning och skogsförstörelse uppgår till cirka 12 procent av alla växthusgaser som släpps ut i atmosfären.

### Påverkan på djurlivet
Skogar är hem för ett stort antal djur såsom fåglar, däggdjur m.m. När skogsytor försvinner i allt högre takt får det långtgående effekter på den globala biologiska mångfalden. Vissa tropiska områden upplever mer skogsförlust nu än någonsin tidigare, vilket resulterar i minskande antal olika djurarter, men det förekommer också att arter gynnas av avskogning och ökar.

## Länder där mycket avskogning förekommer
Avskogning är vanligt i fattiga länder där svedjebruk är vanligt. Amazonas är ett område där mycket avskogning förekommer.
Snabb avskogning förekommer i dag i tropikerna, särskilt av tropisk regnskog och mangroveskog.